# LMC X-3
LMC X-3 es el nombre de un sistema binario ubicado en la Gran Nube de Magallanes. Se cree que está formado por una estrella de 8 masas solares y un agujero negro. El sistema produce rayos X 10.000 veces más fuertes que los producidos por el Sol.

## Datos de observación
- Ascensión recta: 5:38:39.9
- Declinación: -64:06:37
- Magnitud: 16.6